# The Matadors
«The Matadors» — музыкальная группа из Чехословакии.

## История
Группа The Matadors возникла при преобразовании группы The Fontanas, к которой присоединились члены групп Pra-Be («Praha — Berlín») и Komety. Менеджер группы The Fontanas (и в начале 1965 также их барабанщик) Вильфрид Елинек (Wilfried Jelinek) обеспечил рекламную сделку с Восточно-немецким производителем звукового оборудования и музыкальных инструментов. Так как группа начала использовать электронный орган Matador, они изменили и своё название соответствующим образом. Выступления группы проходили в Восточной Германии до апреля 1966 года. Их репертуар состоял в основном из кавер-версий композиций таких популярных групп как The Who, The Kinks и The Small Faces.
Состав:
- Отто Безлоя (Otto Bezloja) — бас-гитара, лидер;
- Радим Гладик — гитара;
- Ян «Фермер» Обермайер (Jan «Farmer» Obermayer) — орган;
- Мирослав «Чёрный Тони» Шварц (Miroslav «Tony Black» Schwarz) — ударные;
- Карел Каховец (Karel Kahovec) — вокал, ритм-гитара;
- Владимир Мишик (Vladimír Mišík) — вокал.

Последние два в конце 1966 года были заменены на экс-Фламенго Виктора Содома мл. (Viktor Sodom jr.) — вокал.

## Дискография

### Синглы
- 1966 — Malej zvon, co mám (Supraphon)
- 1966 — Sing A Song Of Sixpence (Supraphon)
- 1967 — Hate Everything Except Of Hatter (Supraphon)

### Альбомы
- 1968 — The Matadors (Supraphon; Bonton выпустил этот альбом в 1995).
- 1991 — Rock Story 1 (Supraphon).